# Veikkaus Arena
Veikkaus Arena (anteriormente conocido como Hartwall Arena y Helsinki Halli) es un estadio cubierto situado en Helsinki, Finlandia. Fue inaugurado en 1997 con motivo del Mundial de Hockey sobre Hielo y puede acoger tanto competiciones deportivas como conciertos musicales.

## Características
Está situado en el distrito de Keski-Pasila, a dos minutos de la estación de tren de Pasila.
El pabellón tiene una estructura elíptica de 153 m de alto y 123 m de ancho, y ocupa una superficie total de 33 950 m². Su interior cuenta con aforo para 14 000 personas en competiciones deportivas; para conciertos tiene una capacidad variable desde 7500 hasta 15 000 localidades. La instalación dispone también de salas de entrenamiento, oficinas, videomarcadores y un sistema de ventilación.  
Desde 1997 hasta 2022 el estadio se llamó «Hartwall Arena» por motivos de patrocinio.

## Historia
La iniciativa para construir el Helsinki Halli corrió a cargo de Hjallis Harkimo, propietario del Jokerit, un equipo de hockey sobre hielo. Harkimo había planteado un nuevo pabellón para que el Jokerit dejase de compartir el vetusto Estadio de Helsinki con su rival de la capital, el HIFK. Después de convencer a la Asociación de Hockey de Finlandia en 1994, que propuso convertirlo en sede para la selección finlandesa, ambas partes hicieron una solicitud de cesión de terreno al ayuntamiento. En agosto de 1995, el consistorio aprobó la concesión en el distrito de Keski-Pasila, con vistas a albergar la final del Campeonato Mundial de Hockey de Finlandia 1997.
El recinto fue diseñado por SCI Architects y construido por Skanska con un coste de 300 millones de marcos, muy superior a lo presupuestado. La inauguración tuvo lugar el 19 de abril de 1997, una semana antes de la apertura del Campeonato Mundial. Parte del gasto fue sufragado a través de un derecho sobre el nombre de la empresa de bebidas Hartwall, por lo que el estadio pasó a llamarse «Hartwall Arena».
En 2013, Harkimo vendió el pabellón al grupo Arena Events, controlado por los multimillonarios rusos Guennadi Tímchenko y Roman Rotenberg, por más de 35 millones de euros.
Durante veinticinco años el Hartwall Arena ha sido sede del Jokerit —primero en la Liga Finlandesa y luego en la Liga Continental de Hockey— y de la selección finlandesa de hockey sobre hielo, así como el recinto de mayor aforo para grandes conciertos y acontecimientos internacionales en Helsinki. En 2007 albergó la semifinal y la final del Festival de la Canción de Eurovisión, y en 2017 fue una de las sedes del Campeonato Europeo de Baloncesto.

### Cambio de propietario
Desde marzo de 2022 hasta abril de 2025, el Helsinki Halli permaneció cerrado por el gobierno finlandés como parte de las sanciones económicas contra Rusia que afectaban a sus propietarios.
A raíz de la invasión rusa de Ucrania en 2022 se impusieron una serie de sanciones internacionales que afectaron al uso del pabellón. El gobierno finés confiscó las participaciones de Tímchenko y Rotenberg en Arena Events, y en marzo de 2022 se confirmó que Hartwall había renunciado al acuerdo de patrocinio para no vincularse con los rusos. Todo ello condujo a que dejaran de organizarse eventos durante más de tres años. 
El estado puso el pabellón a la venta, en un proceso ralentizado porque cualquier operación estaba condicionada al desarrollo de la guerra ucraniana. En noviembre de 2024 se hizo público que Trevian, un fondo inmobiliario finés, había llegado a un acuerdo para adquirirlo. Su reapertura está prevista para abril de 2025.